# Stazione di Corbetta-Santo Stefano Ticino
La stazione di Corbetta-Santo Stefano Ticino è una fermata ferroviaria posta sulla linea Torino-Milano. È ubicata sul territorio di Santo Stefano Ticino ed attraversata dalla Via Dante Alighieri che conduce dal comune di Santo Stefano Ticino a quello attiguo di Corbetta, nella zona ovest di Milano.
La nomenclatura dell'impianto è stata determinata dall'importanza riconosciuta a Corbetta rispetto alla posizione geografica dello stesso.

## Storia

Il vecchio fabbricato viaggiatori in una cartolina d'epoca.

La fermata di Corbetta-Santo Stefano Ticino venne attivata il 7 gennaio 1936.

## Strutture e impianti
Si tratta di una fermata di superficie, il cui piazzale è composto da due binari. Il binario 1 è utilizzato dai treni in direzione Milano, mentre il 2 da quelli verso Novara.
È servita da due parcheggi, entrambi nel territorio di Santo Stefano Ticino, uno a nord e l'altro a sud dei binari.
Sono presenti un sottopasso pedonale a servizio dell'utenza, un bar-rivendita biglietti e una sala d'attesa riscaldata nel fabbricato viaggiatori.
Nei pressi della stazione era presente un attraversamento carrabile dei binari, sostituito nel 2018 con un sottopassaggio posto poco più ad est dell'impianto.

## Movimento
La fermata è servita dai treni della linea S6 del servizio ferroviario suburbano di Milano, in servizio sulla relazione Novara-Milano-Pioltello, prolungata a Treviglio nelle ore di punta mattutine e serali, svolti da Trenord a cadenza semioraria, nell'ambito di contratto stipulato con Regione Lombardia.
Nelle ore di punta mattiniere dei pendolari effettua fermata nella stazione di Corbetta-Santo Stefano anche un treno regionale veloce proveniente da Torino e con destinazione Milano Porta Garibaldi.

## Servizi
- Biglietteria
- Bar
- Sala di attesa
- Servizi igienici